# Orde van de Heilige Ferdinand

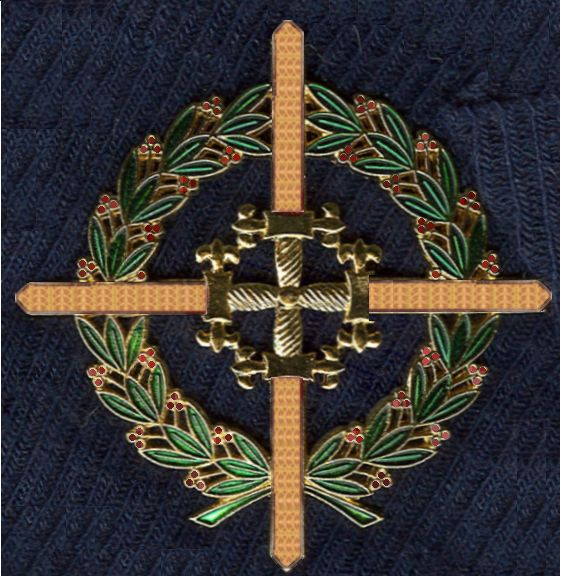
Modern grootkruis, particuliere verzameling, Groningen

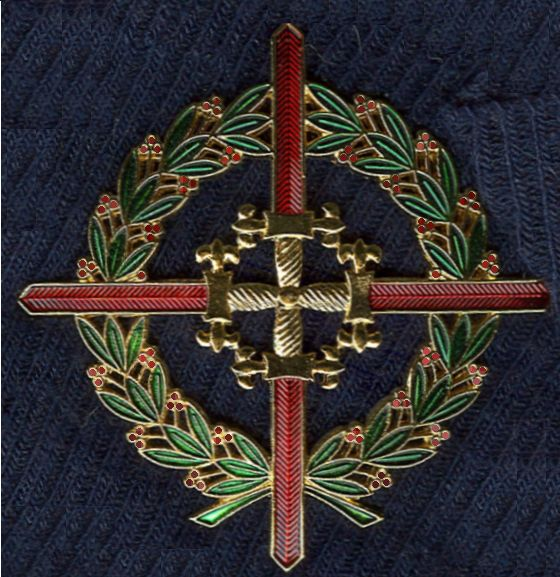
Modern kruis IIe Klasse met Lauwerkrans

Moderne Militaire Medaille

De Orde van de Heilige Ferdinand (Spaans: "Real y Militar Orden de San Fernando") is een Spaanse ridderorde die voor militaire verdiensten wordt verleend. De orde werd op 31 augustus 1811 door de Cortes, de Spaanse Staten-Generaal die in Cádiz bijeen waren gekomen ingesteld en door de in zijn hoofdstad teruggekeerde Spaanse koning Ferdinand VII in 1815 erkend als een van de Koninklijke Spaanse ridderorden.
In 1862 kreeg de orde nieuwe statuten. Er werden vijf graden ingesteld waarbij de Ve graad de hoogste is. Men ontvangt de graad in de orde die correspondeerde met de dienstgraad en bevordering binnen de orde was daarom niet mogelijk. Bij een herhaalde verlening zal men een gesp op het lint of een cijfer op het grootlint hebben mogen bevestigen. Aan de orde zijn pensioenen verbonden die in sommige gevallen ook door de weduwe van een militair worden getrokken.

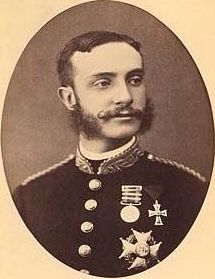
Alfonso XII van Spanje met de ster

Men verleende de orde aan militairen voor grote verdienste. De IIe en IVe Klasse werden verleend voor heroïsche daden, de Ie Klasse werd aan generaals en vlagofficieren verleend voor heroïsche daden.
De Spaanse koning, Souverein van de orde, draagt een bijzondere keten als teken van zijn waardigheid. Ook de Grootmeester van de Orde draagt een keten. De Spaanse wet legt vast dat de orde de "eerste onder de militaire onderscheidingen van Spanje" is. Daarom droeg ook de Spaanse dictator Francisco Franco vaak het grootkruis van deze orde.
Men verleende en verleent de onderscheiding ook als vaandeldecoratie aan eenheden van de Spaanse strijdkrachten. De individuele militairen dragen dan een stoffen insigne op hun uniform om aan te geven dat hun eenheid gedecoreerd is.
De Heilige Ferdinand, de patroonheilige van deze ridderorde, wordt in de versierselen van de orde nergens meer getoond. Zijn portret, attributen en initialen zijn in de moderne versierselen niet meer terug te vinden.

## De orde sinds de hervorming van 1999
De orde wordt in de aqndelin "La Laureada", de lauwerkrans, genoemd.
De Spaanse koning is de Souverein van de orde. Hij benoemt een Grootmeester. Voordrachten voor benoemingen worden door een raad waarin het kapittel van de Orde van San-Hermenegildo en de "gelauwerde ridders" van de Orde van Sint-Ferdinand bijeenkomen gedaan. Ook de commandanten van de gelauwerde militaire eenheden worden bij het besluit betrokken.
In de wet van 1999 is sprake van de volgende graden:
- De Ridders en Dames Grootkruis met de lauwerkrans (Spaans: "Los Caballeros y Damas Grandes Cruces Laureadas").

De Grootkruisen dragen een opengewerkt medaillon met daarin vier gouden ontblote zwaarden die samen een kruis vormen. Om deze vier zwaarden is een met een rood lint tesaamgebonden lauwerkrans met rode bessen aangebracht. Deze onderscheiding is gereserveerd voor de opperbevelhebber van de strijdkrachten.
- De Ridders en Dames met kruisen met de lauwerkrans (Spaans: "Los Caballeros y Damas Cruces Laureadas").

De Grootkruisen dragen een opengewerkt medaillon met daarin vier gouden zwaarden met rode scheden die samen een kruis vormen. Om deze vier zwaarden is een met een rood lint tesaamgebonden lauwerkrans met rode bessen aangebracht. Deze graad werd op 13 januari 1958 voor het laatst toegekend en wel aan de legionairs Francisco Fadrique Castromonte en Juan Maderal Oleaga.
- De militaire Ridders en Dames met Medailles (Spaans: "Los Caballeros y Damas Medallas Militares").

De combinatie van de begrippen "ridder" en "medaille" is opmerkelijk. Meestal staan de medailles onder of buiten de ridderorde maar in deze Spaanse orde is dus sprake van een "Ridder met de medaille".
Deze Militaire Medailles worden aan een wit lint met een rood-geel-rode middenstreep op de linkerborst gedragen. De rand van het lint is goudkleurig. De ronde gouden medaille laat een vrouwenfiguur met een schild waarop een leeuwenkop is afgebeeld en een lauwerkrans zien. Op de achtergrond is een zonsopgang afgebeeld.
De druk bewerkte rand bevat afbeeldingen van leeuwen, torens, een lauwerkrans en een schildje met de woorden "AL VALOR MUY DISTINGUIDO". Op het lint is een gesp met het woord "FECHA" aangebracht. Er is, zoals in Spanje gebruikelijk, ook een draaggesp.
De orde is door in de wet met name de mogelijkheid Dames te benoemen en in alle graden op te nemen geëmancipeerd. Het terugbrengen van het aantal graden van vijf naar drie geeft de orde een meer democratisch karakter.
Op 19 november 2007 werd de laatste drager van deze orde, Luitenant Generaal Adolfo Esteban Ascensión (4 oktober 1912 , 9 november 2007 in Madrid, in Segovia begraven. Een militair die op 27 mei 1937 als kapitein van de cavalerie bij het verdedigen van de mijnen bij Vizcaya zijn stelling met de machete tegen een overmacht had verdedigd omdat de munitie was opgeraakt. Er werd aan de veteraan van het leger van Franco geen militaire eer bewezen. Er was ook geen afvaardiging van het Spaanse leger. In de media werd er weinig of geen aandacht aan besteed.

## De gronden voor verlening
De wet geeft sinds 1999 de volgende redenen om de Orde van de Heilige Ferdinand toe te kennen. De orde kan aan de strijdkrachten en de Guardia Civil worden toegekend.
- Het moet om meer dan het redden van mensenlevens alleen zijn gegaan.
- Dat de schade en het aantal slachtoffers zo gering mogelijk werden gehouden.
- Dat de actie riskant of zeer moeilijk was om uit te voeren.
- Dat de actie een cruciaal verschil heeft gemaakt.

Verleningen van de decoraties van deze orde zijn altijd zeldzaam geweest. Ook na 1999 werd de onderscheiding slechts spaarzaam toegekend.

## De vijf graden van de orde 1811 - 1999
- Ie Graad

Het kleinood van deze graad is een eenvoudig kruis en wordt aan een lint op de linkerborst gedragen.
Men verleende deze graad aan militairen en alle rangen van soldaat tot kolonel of Kapitein-ter-zee voor verdienste.
- IIe Graad

Het kleinood van deze graad is een kruis met lauwerkrans en een verhoging in de vorm van een krans en wordt aan een lint op de linkerborst gedragen.
Men verleende deze graad aan militairen en alle rangen van soldaat tot kolonel of Kapitein-ter-zee voor heroïsche daden.
- IIIe Graad

Het kleinood van deze graad is een eenvoudig kruis en wordt aan een lint op de linkerborst, naast de zilveren ster, deze heeft geen krans van palmbladeren, van de orde gedragen.
Men verleende deze graad aan brigadegeneraals en andere opper- en vlagofficieren voor verdienste.
- IVe Graad

Het kleinood van deze graad is een kruis met lauwerkrans en een verhoging in de vorm van een krans en wordt aan een lint op de linkerborst naast de zilveren ster van de orde gedragen.
Men verleende deze graad aan brigadegeneraals en andere opper- en vlagofficieren voor heroïsche daden.
- Ve Graad

Het kleinood van deze graad is een iets groter kruis met lauwerkrans en een verhoging in de vorm van een krans en wordt aan een lint over de rechterschouder naar de linkerheup gedragen. Op de linkerborst dragen deze leden, men kan ze de Grootkruisen noemen, een grote ster met het portret van Sint-Ferdinand.
Men verleende deze graad aan bevelhebbers van divisies en vlooteskaders voor heroïsche daden.
De verdeling in vijf graden die opmerkelijk, men zou kunnen zeggen "omgekeerd", genummerd zijn en niet corresponderen met de gebruikelijke graden van een Europese ridderorde die behalve grootkruisen meestal grootofficieren, commandeurs, officieren en ridders kent is opmerkelijk te noemen.

De Orde van de Heilige Ferdinand werd in een aantal gevallen verleend onder omstandigheden waarvoor in het Verenigd Koninkrijk de Orde van het Bad, in Zweden de Orde van het Zwaard en in Nederland de Militaire Willems-Orde zou zijn toegekend maar de strikte verbinding tussen graad en militaire rang zoals deze tot 1999 in de statuten van de Spaanse orde werd voorgeschreven maakt heen vergelijking van de benoemingen moeilijk.
De orde heet een "Koninklijke en Militaire Orde" te zijn maar zij wordt desondanks niet tot de Spaanse Militaire Orden, de Orde van Alcantara en de daarin opgegane Orde van de Heilige Julianus van Pereiro, de Orde van Sint Jacob van het Zwaard, de Orde van Calatrava, de Orde van Onze Lieve Vrouwe van Montesa en de daarin opgegane Orde van Sint George van Ulsama gerekend. De orde wordt dan ook niet door de "Raad van de vier Militaire Orden" bestuurd.

## De versierselen 1811 - 1999
Het kruis of kleinood van de IIe, IVe en Ve graad is een achtpuntig, wit geëmailleerd kruis van Malta met gouden ballen op de acht punten. In het midden is een groen medaillon gelegd met een afbeelding van de heilige in een gouden harnas en een purperrode koningsmantel. Op de blauwe ring staat in gouden letters "MERITO MILITAR".
 Als verhoging en ook onder de armen van het kruis is een groen geëmailleerde krans gelegd.
De oudste versierselen zijn geïnspireerd door de Orde van de Heilige Lodewijk, de militaire onderscheiding van de Franse bourbonkoningen.
De krans was dus de versiering die het verschil tussen de voor heroïsche daden gedecoreerde militairen en die militairen die voor verdiensten werden onderscheiden aangeeft.
Het kruis van de Ie en IIIe graad is een achtpuntig, wit geëmailleerd kruis van Malta met gouden ballen op de acht punten. In het midden is een groen medaillon gelegd met een afbeelding van twee gekroonde wereldbollen. Op de blauwe ring staat in gouden letters "MERITO MILITAR".

Een groen met gouden vuurslag, ontleend aan de Orde van het Gulden Vlies en de Bourgondische voorgangers en voorouders van de Spaanse koningen neemt als verhoging en verbinding met het lint de plaats van de krans in.
De ster van de IIe en IVe Klasse is van zilver, is op een groene krans van palmtakken gelegd en heeft zilveren armen die als facetten zijn bewerkt. In het witte medaillon is een klein rood kruis met een gouden krans geschilderd. Op de blauwe ring staat "MERITO MILITAR" en om het medaillon is een gouden krans gelegd.
De grote ster van de Ve Klasse heeft witte geëmailleerde armen en een groot medaillon waarop de heilige tegen een groene achtergrond tussen een blauwe en een rode vlag staat.
Er zijn afwijkende sterren bekend. In de loop van de 19e en begin 20e eeuw hebben de juweliers in Madrid soms sterren gemaakt waarvan de details meer of minder van het voorgeschreven model afweken. In sommige gevallen is de heilige tegen een gouden achtergrond in het medaillon geschilderd. Dan moest het gouden harnas uiteraard worden veranderd in een harnas van zilver.
De kruisen van de orde hebben ook veranderingen ondergaan. Gritzner spreekt over een verhoging van een kruis van de Ie Klasse met een gouden vuurslag die met groen is afgezet. Er zijn ook kruisen in deze graad bekend met een gouden verhoging in de vorm van een gestileerde palmtak.

Op het lint van een aantal zeer vroege kruisen is een rozet zoals die in de vroege 19e eeuw op veel linten voorkwam aangebracht. Men mag daarin geen officiersgraad zien, de rozet was mode.
Het motto van de orde was El rey y la patria. Deze tekst staart dan ook in gouden letters op de blauwe ring op de keerzijde. In het gouden medaillon op de keerzijde staan twee gekroonde gouden wereldbollen. Het lint van de orde was rood met een oranje-gele bies.
Een bijzonder 19e-eeuws insigne bestaat alleen uit vier zwaarden in de vorm van een kruis.

## Bronnen

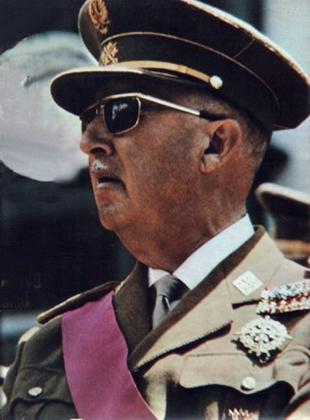
Francisco Franco met een modern grootkruis op de borst